# Келдиш Юрій Всеволодович
Юрій (Георгій) Всеволодович Келдиш (16 (29) серпня 1907, Санкт-Петербург,  — 11 грудня 1995, Москва)  — радянський музикознавець. доктор мистецтвознавства (1947). Заслужений діяч мистецтв РРФСР (1966). Старший брат М. В. Келдиша.

## Біографія
Юрій Келдиш народився в Санкт-Петербурзі, в родині вченого Всеволода Михайловича Келдиша.
1930 року закінчив науково-композиторський факультет Московської консерваторії, де його наставником був М. В. Іванов-Борецький.
У 1930 — 1950 роках викладав у консерваторії історію російської музики.
В 1926 — 1932 роках був членом РАПМ і 1929 року виступив з різкою критикою балету Сергія Прокоф'єва «Сталевий скок», про який писав, що він навіть без хореографії накладає буржуазне капіталістичне мислення на пролетарську тему і, таким чином, проявляє вороже ставлення до радянської дійсності. Через піввіку  Ю. В. Келдиш писав: «Судження теоретиків РАПМ страждали вульгарним соціологізмом та часто бували несправедливі в стосунку до найвизначніших представників радянської музики та передових художників зарубіжних країн <...>. Багато цінних явищ класичного музичного мистецтва оголошувалися ідейно чужими пролетаріату. Однією з серйозних помилок РАПМ була недооцінка питань майстерності та великих музичних форм, причому масова пісня розглядалася як "основна ланка" творчості композиторів». Після розпуску РАПМ Келдиш став членом Спілки радянських композиторів, пізніше перейменованої в Спілку композиторів СРСР.
1940 року Келдиш захистив в Московській консерваторії кандидатську дисертацію «Нариси з історії російської музики другої половини XIX століття (Музичне життя 60-х років XIX століття. М. А. Балакірєв  — Ц. А. Кюї  — М. П. Мусоргський  — А. П. Бородін)», 1947 року  — докторську дисертацію на тему «Художнє світогляд В. В. Стасова», рік по тому отримав звання професора.
У 1946 — 1949 роках очолював кафедру історії російської музики в Московській консерваторії.
Одночасно в 1946 — 1950 роках був старшим науковим співробітником Інституту історії мистецтв АН СРСР.
З 1949 року був членом головної редакції першого видання Великої радянської енциклопедії.
З 1950 року Келдиш працював в Ленінграді, до 1957 року був професором кафедри історії музики Ленінградської консерваторії; одночасно в 1950 — 1957 роках працював в Ленінградському театральному інституті ім. А. М. Островського, був професором та заступником директора з наукової частини, з 1955 року  — директором інституту.
Починаючи з 1957 року знову працював у Москві, був старшим науковим співробітником Інституту історії мистецтв, в 1961 — 1974 роках завідував в інституті сектором історії музики народів СРСР.
У 1957 — 1961 роках — головний редактор журналу «Советская музыка».
У 1958 — 1965 роках  — член Вищої атестаційної комісії Міністерства вищої та середньої спеціальної освіти СРСР.
З 1984 року  — головний науковий співробітник ВНДІ мистецтвознавства (з 1990 року  — Державний інститут мистецтвознавства).
В 1974 — 1984 роках Келдиш був секретарем Правління Спілки композиторів СРСР, з 1976 року  — членом-кореспондентом Британської академії. З 1971 року був також членом Комітету з Ленінських та Державних премій при Раді Міністрів СРСР.
Серед учнів Келдиша  — Т. Владишевська, Є. Добриніна, С. Звєрєва, А. Кандинський, Ю. Корєв, Є. Левашов, А. Сохор.
Помер у Москві 11 грудня 1995 року; похований на Новому Донському кладовищі.

## Сім'я
Молодшим братом Юрія Келдиша був видатний радянський вчений М. В. Келдиш.
Дочка  — Л. Г. Пригожина (Келдиш), театрознавець.

## Наукова діяльність
Область наукових інтересів Келдиша охоплювала насамперед історію та розвиток російського музичного мистецтва. Серед композиторів, чию творчість він досліджував  — М. П. Мусоргський, П. І. Чайковський, С. В. Рахманінов, а також російська музика XVIII століття.
Одним з перших в СРСР Келдиш почав досліджувати російську церковну музику, підготував до видання масштабну серію публікацій «Пам'ятки російського музичного мистецтва» (випуски 1-4) про світські та духовні творах XVI — XVIII століть. Під його редакцією вийшла друком десятитомна праця «Історія російської музики» (1984 — 1997) і найбільше радянське музичне видання  — «Музична енциклопедія» у шести томах (1973 — 1982), а також Музичний енциклопедичний словник.

### Твори
- Романсовая лирика Мусоргского. М., 1933;
- М. П. Мусоргский и А. А. Голенищев-Кутузов // Письма М. П. Мусоргского к А. А. Голенищеву-Кутузову. М., 1939;
- Музыкальная культура 1860-х годов // История русской музыки. Т. 2. М., 1940;
- История русской музыки. Т. 1-3. М., 1947—1954;
- Идейно-общественные предпосылки развития русской музыки в конце XVIII и начале XX века // Очерки истории русской музыки. 1790—1825. Л., 1956;
- Симфоническое творчество А. К. Глазунова // Глазунов. Исследования. Материалы. Публикации. Письма. Т. 1. Л., 1959;
- Некоторые вопросы истории советской музыки // Вопросы музыкознания. Т. 3. М., 1960;
- Критика и журналистика / Избр. статьи. М., 1963;
- Русская музыка XVIII века. М., 1965;
- Об изучении древнерусского певческого искусства // Н. Успенский. Древнерусское певческое искусство. М., 1965;
- Данте в русской музыке // Данте и славяне. М., 1965;
- Неизвестная опера русского композитора // СМ. 1966. ¹12; 100 лет Московской консерватории. 1866—1966. Краткий исторический очерк. М., 1966;
- М. В. Иванов-Борецкий // Выдающиеся деятели теоретико-композиторского факультета Московской консерватории. М., 1966;
- Русская музыка на рубеже двух столетий // Русская художественная культура XIX — начала XX веков (1895—1907). Кн. 1. М., 1968. Кн. 3. М., 1977;
- Введение, Заключение // История музыки народов СССР. Т. 1. М., 1970;
- Опера // Там же. Т. 4. М., 1973;
- Рахманинов и его время. М., 1973;
- Проблема стилей в русской музыке XVII—XVIII веков // СМ. 1973. ¹10;
- Е. И. Фомин. «Ямщики на подставе». Памятники русского музыкального искусства. М., 1977;
- Очерки и исследования по истории русской музыки. М., 1978;
- История русской музыки. Т. 1: Древняя Русь XI—XVII веков. М., 1983;
- Асафьев — критик и строитель советской музыкальной культуры // Б. В. Асафьев и советская музыкальная культура. М., 1986;
- Возникновение и развитие русской оперы в XVIII веке // Musica Antiqua Europae Orientalis / Acta scientifice. Congressus 1. Bydgoszcz, 66. Warsz., 1966;
- Об исторических корнях канта // Musica Antiqua Europae Orientalis / Acta scientifice. Congressus II. Bydgoszcz, 1969;
- Die Symhonie in Russland (Die Welt der Symhonie). Hamburg, 1972[2]

## Нагороди та премії
- заслужений діяч мистецтв РРФСР (1966)
- Державна премія РРФСР імені М. І. Глінки (1976)  — за музикознавчі роботи «Російська музика XVIII століття», «Рахманінов і його час», загальну редакцію глав у багатотомній колективній праці «Історія музики народів СРСР»
- Орден Трудового Червоного Прапора (28.12.1946)
- Медалі